# 紹爾德內什蒂
紹爾德內什蒂是摩爾多瓦的城市，也是紹爾德內什蒂區的首府，位於該國東北部，面積65.42平方公里，海拔高度151米，是該地區的工業中心，2010年人口5,473。
47°49′N 28°48′E / 47.817°N 28.800°E